# Gran Premio de Sudáfrica de Motociclismo de 1985
El Gran Premio de Sudáfrica de Motociclismo de 1985 fue la primera prueba de la temporada 1985 del Campeonato Mundial de Motociclismo. El Gran Premio se disputó el 23 de marzo de 1985 en el circuito de Kyalami.

## Resultados 500cc
El estadounidense Freddie Spencer no pudo cumplir su deseo de conseguir el doblete en 500 y 250cc. En la categoría reina, acusó el cansancio de la victoria de 250cc y unos problemas respiratorios y unos problemas en los neumáticos le dieron la victoria a su compatriota Eddie Lawson.
| 1        | Eddie Lawson         | Yamaha           | 42:58.000  | 15  |  |
| 2        | Freddie Spencer      | Honda            | +4.900     | 12  |  |
| 3        | Wayne Gardner        | Honda            | +22.800    | 10  |  |
| 4        | Ron Haslam           | Honda            | +25.400    | 8   |  |
| 5        | Randy Mamola         | Honda            | +43.800    | 6   |  |
| 6        | Christian Sarron     | Yamaha           | +51.600    | 5   |  |
| 7        | Didier de Radiguès   | Honda            | +1:25.600  | 4   |  |
| 8        | Sito Pons            | Suzuki           | +1:25.900  | 3   |  |
| 9        | Mike Baldwin         | Honda            | +1:26.800  | 2   |  |
| 10       | Thierry Espié        | Chevallier-Honda | +1:27.200  | 1   |  |
| 11       | Franco Uncini        | Suzuki           | +1 Vuelta  |     |  |
| 12       | Dave Petersen        | Honda            | +1 Vuelta  |     |  |
| 13       | Massimo Messere      | Honda            | +1 Vuelta  |     |  |
| 14       | Gustav Reiner        | Honda            | +1 Vuelta  |     |  |
| 15       | Wolfgang von Muralt  | Suzuki           | +1 Vuelta  |     |  |
| 16       | Fabio Biliotti       | Honda            | +1 Vuelta  |     |  |
| 17       | Alessandro Valesi    | Honda            | +1 Vuelta  |     |  |
| 18       | Boet van Dulmen      | Honda            | +1 Vuelta  |     |  |
| 19       | Keith Huewen         | Honda            | +1 Vuelta  |     |  |
| 20       | Paolo Ferretti       | Honda            | +1 Vuelta  |     |  |
| 21       | Dimitrios Papandreou | Yamaha           | +4 Vueltas |     |  |
| Ret      | Raymond Roche        | Yamaha           | Ret        |     |  |
| Ret      | Christian Le Liard   | Honda            | Ret        |     |  |
| Ret      | Massimo Broccoli     | Suzuki           | Ret        |     |  |
| Ret      | Robert McElnea       | Heron-Suzuki     | Ret        |     |  |
| Ret      | Klaus Klein          | Suzuki           | Ret        |     |  |
| Ret      | Marco Greco          | Honda            | Ret        |     |  |
| DNS      | Gary Lingham         | Suzuki           | DNS        | DNS |  |
| Sources: |                      |                  |            |     |  |

## Resultados 250cc
El estadounidense Freddie Spencer ganó con superioridad la carrera de 250cc. En la batalla por el podio, duelo entre acusó el cansancio de la victoria de 250cc y unos problemas respiratorios y unos problemas en los neumáticos le dieron la victoria a su compatriota Eddie Lawson.
| Pos. | Piloto               | Moto          | Tiempo    | Pts. |
| ---- | -------------------- | ------------- | --------- | ---- |
| 1    | Freddie Spencer      | Honda         | 41:56.300 | 15   |
| 2    | Anton Mang           | Honda         | +7.100    | 12   |
| 3    | Mario Rademeyer      | Yamaha        | +7.500    | 10   |
| 4    | Carlos Lavado        | Yamaha        | +14.600   | 8    |
| 5    | Martin Wimmer        | Yamaha        | +32.700   | 6    |
| 6    | Carlos Cardús        | Cobas-Rotax   | +41.400   | 5    |
| 7    | Jean-François Baldé  | Pernod        | +47.300   | 4    |
| 8    | Stéphane Mertens     | Yamaha        | +52.800   | 3    |
| 9    | Fausto Ricci         | Honda         | +52.800   | 2    |
| 10   | Jacques Cornu        | Parisienne    | +1:00.300 | 1    |
| 11   | Jean-Michel Mattioli | Yamaha        | +1:00.900 |      |
| 12   | Loris Reggiani       | Aprilia       | +1:22.400 |      |
| 13   | Maurizio Vitali      | Garelli       | +1:23.000 |      |
| 14   | Ivan Palazzese       | Yamaha        | +1:23.100 |      |
| 15   | Patrick Fernandez    | Cobas-Rotax   | +1:24.900 |      |
| 16   | Alan Carter          | Honda         | +1:33.400 |      |
| 17   | Harald Eckl          | Juchem-Yamaha | +1 Vuelta |      |
| 18   | Dave Petersen        | Honda         | +1 Vuelta |      |
| 19   | Donnie McLeod        | Armstrong     | +1 Vuelta |      |
| 20   | Luis Miguel Reyes    | Cobas-Rotax   | +1 Vuelta |      |
| 21   | Massimo Matteoni     | Honda         | +1 Vuelta |      |
| 22   | Reinhold Roth        | Juchem-Yamaha | +1 Vuelta |      |
| 23   | Dave Estment         | Honda         | +1 Vuelta |      |
| 24   | Niall Mackenzie      | Armstrong     | +1 Vuelta |      |
| 25   | David Amond          | Yamaha        | +1 Vuelta |      |
| 26   | Hans Becker          | Yamaha        | +1 Vuelta |      |
| 27   | Steve Williams       | Yamaha        | +1 Vuelta |      |
| 28   | Russell Wood         | Yamaha        | +1 Vuelta |      |
| Ret  | Herbert Besendörfer  | Yamaha        | Ret       |      |
| Ret  | Siegfried Minich     | Yamaha        | Ret       |      |
| Ret  | Andy Watts           | EMC           | Ret       |      |
| Ret  | Juan Garriga         | Cobas-Rotax   | Ret       |      |
| Ret  | Manfred Herweh       | Real-Rotax    | Ret       |      |
| Ret  | Gary Noel            | EMC           | Ret       |      |
| Ret  | Jacky Onda           | Pernod        | Ret       |      |
| DNS  | August Auinger       | Bartol        | DNS       |      |
| DNQ  | Guy Bertin           | Malanca       | DNQ       |      |
| DNQ  | Kevin Hellyer        | Yamaha        | DNQ       |      |
| DNQ  | Antonio Garcia       | Kobas         | DNQ       |      |
| DNQ  | Leonard Alan Dibon   | Yamaha        | DNQ       |      |
| DNQ  | Jean-Luc Guillemet   | Yamaha        | DNQ       |      |
| DNQ  | Davide Tardozzi      | Malanca       | DNQ       |      |
| DNQ  | Jean D'Assonville    | Yamaha        | DNQ       |      |
| DNQ  | Philippe Pagano      | Yamaha        | DNQ       |      |
| DNQ  | Peter Hubbard        | Rotax         | DNQ       |      |
| DNQ  | Ronan Schulz         | Yamaha        | DNQ       |      |
| DNQ  | Graham Singer        | Rotax         | DNQ       |      |
| DNQ  | Danny Bristol        | Yamaha        | DNQ       |      |
| DNQ  | Warren Bristol       | Yamaha        | DNQ       |      |
| DNQ  | Ángel Nieto          | Garelli       | DNQ       |      |
| DNQ  | Vincenzo Cascino     | Yamaha        | DNQ       |      |